# كنيسة سانت جوزيف
كنيسة سانت جوزيف هي كنيسة كاثوليكية تقع في منطقة وسط البلد بمدينة القاهرة. بدأ بنائها في عام 1875 على أرض أهداها الخديوي إسماعيل للرهبان الكاثوليك وفى عام 1882 بدأت الكنيسة في ممارسة نشاطها الروحي، وفي عام 1904م أعاد الرهبان بنائها على مساحة اكبر، قام بتصميم مبناها الحالى المهندس الإيطالى اريستيدى ليونورى على طراز عصر النهضة مدعمة بالفن الكلاسيكى.